# Jina (langue)
Ne doit pas être confondu avec Jina (Jaïnisme) ou Jina (Sibiu).
Le jina (ou zina) est une langue tchadique du groupe biu-mandara parlée au Cameroun, dans l'Extrême-Nord, le département du Logone-et-Chari, au sud de l'arrondissement de Logone-Birni, autour de Zina et à l'est de Waza.
Avec 1 500 locuteurs en 2004, c'est une langue en danger (statut 6b).